# Ngô Trường Hải
Ngô Trường Hải (sinh tháng 2 năm 1954) là Trung tướng Quân Giải phóng Nhân dân Trung Quốc (PLA). Ông từng giữ chức Phó Chính ủy Quân khu Nam Kinh.

## Tiểu sử
Ngô Trường Hải sinh tháng 2 năm 1954, người Tân Dân, tỉnh Liêu Ninh. Ông tốt nghiệp Đại học Quốc phòng PLA. Tháng 12 năm 1972, ông nhập ngũ. Ông từng giữ chức Chủ nhiệm Chính trị Sư đoàn Thiết giáp 4 rồi Chính ủy Sư đoàn Thiết giáp 4, Tập đoàn quân 16 Lục quân và Chính ủy Sư đoàn Bộ binh mô tô 46, Tập đoàn quân 16 Lục quân thuộc Quân khu Thẩm Dương.
Tháng 12 năm 2002, ông được bổ nhiệm làm Ủy viên Thường vụ Tập đoàn quân, Chủ nhiệm Chính trị Tập đoàn quân 23 Lục quân, Quân khu Thẩm Dương. Tháng 12 năm 2003, ông được bổ nhiệm giữ chức Chính ủy Văn phòng công tác giải quyết tốt hậu quả Tập đoàn quân 23 Lục quân. Tháng 7 năm 2004, ông được thăng quân hàm Thiếu tướng. Tháng 1 năm 2005, ông được bổ nhiệm làm Ủy viên Thường vụ Đảng ủy Tập đoàn quân 16 Lục quân.
Tháng 8 năm 2005, ông được bổ nhiệm giữ chức Ủy viên Thường vụ Đảng ủy Tập đoàn quân, Chủ nhiệm Chính trị Tập đoàn quân 40 Lục quân, Quân khu Thẩm Dương. Tháng 12 năm 2005, ông được bổ nhiệm giữ chức Ủy viên Thường vụ Đảng ủy Tập đoàn quân, Bí thư Ủy ban Kiểm tra Kỷ luật Tập đoàn quân kiêm Phó Chính ủy Tập đoàn quân 40 Lục quân. Tháng 5 năm 2008, ông được bổ nhiệm làm Chính ủy Cục Liên cần (tiền thân là Hậu cần) Quân khu Thẩm Dương.
Tháng 12 năm 2010, ông được bổ nhiệm giữ chức Ủy viên Thường vụ Đảng ủy Quân khu, Chủ nhiệm Chính trị Quân khu Nam Kinh. Tháng 7 năm 2012, ông được thăng quân hàm Trung tướng. Ngày 14 tháng 11 năm 2012, tại phiên bế mạc của Đại hội Đảng Cộng sản Trung Quốc lần thứ XVIII, ông được bầu làm Ủy viên dự khuyết Ban Chấp hành Trung ương Đảng Cộng sản Trung Quốc khóa XVIII. Tháng 12 năm 2014, ông được bổ nhiệm giữ chức vụ Phó Chính ủy Quân khu Nam Kinh.
Tháng 1 năm 2016 đến tháng 1 năm 2017, ông giữ chức Chính ủy Văn phòng công tác giải quyết tốt hậu quả Quân khu Nam Kinh.